# 平群站
平群站（日语：／ Heguri eki */?）是位於奈良縣生駒郡平群町吉新四丁目3番32號，近畿日本鐵道的生駒線車站。車站編號為G24。

## 歷史
- 1926年（大正15年）10月21日 - 信貴生駒電鐵（日语：信貴生駒電鉄）山下站（現時：信貴山下站）至元山上口站之間開通，此站啟用[1]。
- 1964年（昭和39年）10月1日：近畿日本鐵道與信貴生駒電鐵合併。成為近鐵生駒線車站[1]。
- 2007年（平成19年）4月1日 - 車站可以使用PiTaPa[2]。

## 車站構造
此站是地面車站，設有2面2線的相對式月台。月台可容納4卡車廂。車站大樓位於2號月台側。兩月台之間設有站內平交道連接。站前設有無障礙公廁，閘口內沒有廁所。
此站是由王寺站管理的有人車站。此站設有可支援PiTaPa、ICOCA的自動閘機和自動補票機（支援回數票卡和IC卡增值服務）。

### 月台
| 月台 | 路線   | 上下行 | 方向     |
| ---- | ------ | ------ | -------- |
| 1    | 生駒線 | 下行   | 王寺方向 |
| 2    | 生駒線 | 上行   | 生駒方向 |

## 在此站上下車人次
以下列出近年來1日中上下車人次：
- 2018年11月13日：2,979人
- 2015年11月10日：3,368人
- 2012年11月13日：3,100人
- 2010年11月9日：3,367人
- 2008年11月18日：3,652人
- 2005年11月8日：3,934人

## 車站周邊
- 平群町公所
- 平群郵局
- 平群町立平群小學
- 平群町立平群中學
- 平群町中央公民館
- 平群町立圖書館(明日平群)
- 平群町綜合體育中心
- 長屋王墓
- 吉備內親王（日语：吉備内親王）墓
- 南都銀行（日语：南都銀行）平群分店
- 奈良中央信用金庫（日语：奈良中央信用金庫）平群分店
- JA奈良縣（日语：JAならけん）平群分店
- THE BIG EXTRA（日语：ザ・ビッグ）平群店

## 巴士路線
隨著站前廣場工程完成，在2013年4月1日起，巴士可駛入至站前。在這之前，最近的巴士站是在車站西邊200米處的「吉新商店街前」。
NC巴士※ 截至2017年5月12日
- 91系統：前往元山上口站(經中央公民館)

平群町社區巴士　※ 截至2015年4月6日
- 西山間路線：福貴畑、鳴川、東山站方向
- 南路線：龍田川站、龍田川新城、椹原方向
- 南北循環路線：元山上口站、東山站、Prism平群、龍田川新城方向

## 相鄰車站
近畿日本鐵道
 生駒線
元山上口（G23）－平群（G24）－龍田川（G25）

## 注腳
1. 1 2  曾根悟（監修）. . 週刊朝日百科. 2号 近畿日本鉄道 1. 朝日新聞出版. 2010-08-22: 18. ISBN 978-4-02-340132-7 （日语）.
2. ↑   (pdf) (新闻稿). 近畿日本鐵道. 2007-01-30  [2016-03-13]. （原始内容存档 (PDF)于2016-08-07） （日语）.
3. ↑  駅別乗降人員 生駒線 （页面存档备份，存于）（日語） - 近畿日本鐵道

## 外部連結
- 平群 - 近畿日本鐵道（日語）